# 宿根栽培
宿根栽培（Ratooning）或稱為再生栽培，是在收割單子葉植物之作物時，只割取大部份的地上部，但保留根部及生長中的芽尖完整，以便讓植物再繼續生長並在下一季度重新長出作物的農業栽培法。這種耕作方法廣泛用於水稻、甘蔗、香蕉和鳳梨等作物的栽種上。宿根栽培作物不能永久再生，而且會因為不斷生長而越來越擁擠、病蟲害和土壤肥力下降而導致產量減少，只能收穫幾個季度。